# Aek Sundur
Aek Sundur is een bestuurslaag in het regentschap Padang Lawas Utara van de provincie Noord-Sumatra, Indonesië. Aek Sundur telt 325 inwoners (volkstelling 2010).